# 白尾麦鸡
，是鸻形目鸻科的一种鸟类。

## 特征
白尾麦鸡体重约132克，翼长约171.4毫米，嘴峰长约33.5毫米，喙宽度约4.1毫米，喙厚度约5.1毫米，跗蹠长约70.5毫米，尾长约74.4毫米。白尾麦鸡是候鸟，其栖息在开放的湖泊、沼泽等湿地环境中，食性为肉食性，主要食物来源是水生动物。

## 分布
繁殖于土耳其东南部至阿富汗；越冬于非洲东北部至印度。